# Pinoy

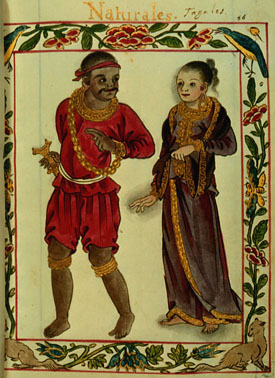
Boxer codex

Pinoy (m.) o pinay (f.) es la autodenominación informal comúnmente usada por los filipinos para referirse a su país, su cultura y a sus ciudadanos, incluidos a los filipinos asentados en otros países que no son Filipinas.
Esta denominación fue acuñada por los filipinos estadounidenses, expatriados durante la década de 1920, y luego fue adoptado por los filipinos en las islas Filipinas. Las primeras referencias escritas del término se encuentra en un artículo sobre Filipinas del Dr. estadounidense J. Juliano, de 1924, y una publicación filipina que se titula Pinoy, de 1926.

## Etimología
El término pinoy (pronunciado /pɪˈnɔi/ en tagalo) deriva del gentilicio «filipino» que sufre una aféresis (pérdida de las primeras sílabas) y al cual se le agrega el sufijo -y, usado en lengua tagala para los apodos.